# Erwin Meyer (Jurist)
Erwin Meyer (* 1888; † 4. August 1970 in Frankfurt am Main) war ein deutscher Verwaltungsjurist.

## Werdegang
Meyer studierte an der Universität Erlangen und war seit 1907 Mitglied der Erlanger Burschenschaft Frankonia. Das Studium schloss er mit der Promotion ab. Von 1920 bis 1945 war er in der Reichsfinanzverwaltung tätig. 1947 arbeitete er im Bayerischen Staatsministerium der Finanzen, dann von 1947 bis 1950 im Deutschen Finanzrat und in der Verwaltung für Finanzen des Vereinigten Wirtschaftsgebietes beziehungsweise im Bundesministerium der Finanzen. Von 1950 bis 1955 war er Vizepräsident des Bundesrechnungshofes.

## Ehrungen
- 1968: Großes Verdienstkreuz mit Stern der Bundesrepublik Deutschland